# Преображение Господне (Здравик)
„Преображение Господне“ (на гръцки: Ιερός Ναός Μεταμορφώσεως του Σωτήρος) е православна църква в зъхненското село Здравик (Дравискос), Гърция, част от Зъхненската и Неврокопска епархия. Заедно със „Свети Атанасий“ е една от двете енорийски църкви в селото.
Сегашната църква е изградена в 1927 година в центъра на селото. Представлява трикорабна базилика без купол. Изградена е с труда на местното население.
| Филипос Пападопулос   | Φίλιππος Παπαδόπουλος  | (1834-1932) |
| Теодосиос Пападопулос | Θεοδόσιος Παπαδόπουλος | (1897-1942) |
| Филипу                | Φιλίππου               | служи около 10 години и умира от туберкулоза                                                                                                   |
| Антоний               |                        | български свещеник |
| Харитон Панайотидис   | Χαρίτων Παναγιοτίδης   | ръкоположен за дякон на 23 юли 1947 г. и за свещеник на 4 август 1947 г.                                                                       |
| Неофитос Калесидис    | Νεόφυτος Καλεσίδης     | роден в 1949 г., ръкоположен за дякон в Саръшабан на 26 декември 1973 г. и за свещеник на 15 април 1974 г. от митрополит Александър Филипийски |